# ウォルター・ワンゲリン
ウォルター・ワンゲリン・ジュニア（Walter Wangerin Jr. 1944年2月13日 - ）はアメリカ合衆国の作家。ヴァルパライソ大学名誉博士。全米図書賞受賞者。

## 経歴
オレゴン州ポートランドでルター派の牧師家庭に生まれる。少年時代は親の転勤に伴って複数回の引越しを経験した。オハイオ州にあるマイアミ大学大学院で英文学を学び、1968年に修士号を取得。大学院卒業後はミズーリ州セントルイスの神学校で学んだ。1976年に神学修士を取得。1970年から1991年まで、インディアナ州にあるエヴァンスビル大学で英語を教えていた。その傍ら、1977年から1985年までの期間、エヴァンスビル・グレース・ルーテル教会の牧師を務めていた。1991年、ヴァルパライソ大学教授に就任。文学、神学を教えている。これまでに30冊以上の小説、児童文学を著している。

## 受賞歴
1978年に初めて書いた小説『The Book of the Dun Cow（邦訳：ブック・オブ・ザ・ダンカウ）』で全米図書賞小説部門を受賞。1986年にはヴァルパライソ大学から名誉博士を授与された。

## 著作
翻訳されているもののみ。
- 仲村明子 訳『小説「聖書」』徳間書店。
  - 「旧約篇上」2017年2月3日
  - 「旧約篇下」2017年3月3日
  - 「新約篇」2017年4月7日
  - 「使徒行伝上」2017年6月2日
  - 「使徒行伝下」2017年8月3日
- 内山薫 訳『十字架の道をたどる40の黙想』いのちのことば社、2002年3月1日。
- 原田勝 訳『ブック・オブ・ザ・ダンカウ』いのちのことば社・フォレストブックス、2002年6月1日。
- 内山薫 訳『主の来臨を待ち望む37の黙想 ―アドベント、クリスマス、キリストの王国到来に備えて―』いのちのことば社、2002年10月20日。
- 吉川直美 訳『すこやかに祈る』いのちのことば社、2002年10月25日。
- 内山薫 訳『過去から永遠へ ワンゲリン自伝』いのちのことば社、2020年11月1日。